# Dekanat hiszpański
Dekanat hiszpański – jeden z 13 dekanatów Zachodnioeuropejskiego Egzarchatu Parafii Rosyjskich. Obowiązki dziekana pełnił w 2010 ks. Fedor Almes.
Na terenie dekanatu znajdują się następujące parafie:
- Parafia św. Jerzego w Saragossie
- Parafia św. Mikołaja w Barcelonie
- Parafia Świętych Piotra i Pawła w Pampelunie
- Parafia Narodzenia Matki Bożej w Torrevieja